# I Teoremi
I Teoremi sono un gruppo musicale di rock progressivo italiano.

## Storia del gruppo
I Teoremi nascono a Roma, nella zona Prenestino-Centocelle, dalle ceneri dei complessi beat Cuori di pietra e I figli di... verso la fine degli anni '60; la band originaria comprende, Gabriele Calano chitarre e voce), Aldo Bellanova (basso, flauto e voce) Claudio Mastracci (batteria, percussioni e voce) ed un tastierista.
Il loro repertorio, con la successiva aggiunta di Tito Gallo (voce ed armonica), proveniente da un altro gruppo beat romano, i Diapason, e il subentro di Stefano Sabatini (ex componente dei Free Love, con alcune incisioni per la Vedette) alle tastiere (oggi pianista jazz), si orienta subito verso il rock progressivo con una caratteristica propensione alle vocalità ispirate ai Vanilla Fudge.
Qualche anno dopo essersi fatti conoscere nei locali romani e non, incidono il loro primo 45 nel 1971 per la Polaris, con Sognare sul lato A, da un'idea di Marcello Esposito (un cantautore amico della band) ma firmato da Bruno Pallesi per il testo e da Vanni Moretto e Mario Battaini per la musica, mentre sul lato B una delle uniche cover, probabilmente, dei Jethro Tull, Tutte le cose("With you there to help me"), dove il flauto di Ian Anderson è sostituito da un'armonica.
Calano lascia la band e gli subentra temporaneamente Valter Sabatini alla chitarra, per poi essere sostituito definitivamente da Mario Schilirò; la band, poi, inciderà un 33 giri con la formazione definitiva nel 1972 con Vincenzo Massetti (attivo in precedenza come solista con lo pseudonimo Lord Enzo, con all'attivo anche una partecipazione al Festival degli sconosciuti di Ariccia nel 1968) alla voce, album con influenze hard rock. 
Il disco comparirà nella guida "I 100 migliori dischi del Progressive italiano", del critico Mox Cristadoro, pubblicata nel 2014
Dopo aver partecipato al Cantaestate nello stesso anno, i Teoremi si sciolgono.
Aldo Bellanova è entrato poi nei Samadhi, Vincenzo Massetti lasciò l'Italia per la Thailandia, dove lavora tuttora come cantante, Mastracci diventerà il batterista di molti artisti tra cui Donatella Rettore e Sergio Caputo, e Schilirò è diventato uno dei più noti chitarristi italiani, suonando con moltissimi artisti tra cui Antonello Venditti, Claudio Baglioni, Luca Barbarossa, Patty Pravo, Riccardo Cocciante, Marco Ferradini, Goran Kuzminac, Mario Castelnuovo, diventando anche session man presso l'RCA Italiana e poi chitarrista di Zucchero (e suonando tra gli altri con Eric Clapton, Brian May, Paul Young e Steve Winwood).
Il loro album è stato ristampato nel corso degli anni sia in vinile che in CD nel 1993, nel 1999 e nel 2011.

## Formazione
- Tito Gallo: voce (fino al 1971)
- Vincenzo Massetti: voce (nel 1972)
- Mario Schilirò: chitarra
- Aldo Bellanova: basso
- Claudio Mastracci: batteria

## Discografia

### 33 giri
- 1972: I Teoremi (Polaris, POL/BP 711)
- 1993: I Teoremi (Vinyl Magic, VM LP 031; ristampa dell'album del 1972, con in allegato una ristampa del 45 giri)
- 1999: I Teoremi (Akarma, AK 1020; ristampa dell'album del 1972; bonus tracks le due canzoni del 45 giri)
- 2011: I Teoremi (BTF-VM2000, AMS 45LP; ristampa dell'album del 1972; prime 300 copie in vinile bianco)

### 45 giri
- 1971: Sognare/Tutte le cose (Polaris, FK 2)

### CD
- 1993: I Teoremi (Vinyl Magic, VM 031; ristampa dell'album del 1972; bonus tracks le due canzoni del 45 giri)
- 1999: I Teoremi (Akarma, AK 1020; ristampa dell'album del 1972; bonus tracks le due canzoni del 45 giri)